# Wolfgang Bär
Wolfgang Bär (* 20. Mai 1960 in Bayreuth) ist ein deutscher Jurist und Richter am Bundesgerichtshof.

## Leben
Nach Abschluss seiner juristischen Ausbildung war er zunächst als Akademischer Rat an der Universität Bayreuth tätig, ehe er 1991 in den Justizdienst des Freistaats Bayern eintrat. Nach Tätigkeiten am Amtsgericht Bayreuth, am Oberlandesgericht Bamberg und einer Abordnung an das Bayerische Justizministerium, zuletzt im Range eines Ministerialrats, wurde er 2015 zum Richter am Bundesgerichtshof ernannt. Das Präsidium des Bundesgerichtshofs wies ihn zunächst dem IX. Zivilsenat, ab Oktober 2015 dem 1. Strafsenat zu.
Seit dem Sommersemester 2017 lehrt er an der Rechtswissenschaftlichen Fakultät der Universität Jena. Ende Juli 2021 ist er vom Präsidenten der Universität Jena zum Honorarprofessor bestellt worden. Ihm ist damit die Lehrbefugnis für Computer- und Internetstrafrecht, Wirtschaftsstrafrecht und Strafprozessrecht verliehen worden.